# Episodi di The Rookie (terza stagione)
La terza stagione della serie televisiva The Rookie è trasmessa negli Stati Uniti d'America, sul canale ABC, dal 3 gennaio al 16 maggio 2021.
In Svizzera la stagione è stata trasmessa dal 30 marzo al 29 giugno 2021 su RSI LA1. 

In Italia, la prima parte della stagione (episodi nº 1-8) è stata trasmessa in prima visione assoluta da Rai 2 dal 18 aprile al 6 giugno 2021; la seconda parte (episodi nº 9-14) è stata trasmessa in prima visione assoluta dal 25 settembre al 16 ottobre 2021.
| nº | Titolo originale | Titolo italiano    | Prima TV USA     | Prima TV Svizzera |
| -- | ---------------- | ------------------ | ---------------- | ----------------- |
| 1  | Consequences     | Conseguenze        | 3 gennaio 2021   | 30 marzo 2021     |
| 2  | In Justice       | Ingiustizie        | 10 gennaio 2021  | 6 aprile 2021     |
| 3  | La Fiera         | La Fiera           | 17 gennaio 2021  | 13 aprile 2021    |
| 4  | Sabotage         | Sabotaggio         | 24 gennaio 2021  | 20 aprile 2021    |
| 5  | Lockdown         | Lockdown           | 14 febbraio 2021 | 27 aprile 2021    |
| 6  | Revelations      | Gestire il rischio | 21 febbraio 2021 | 4 maggio 2021     |
| 7  | True Crime       | Il profeta         | 28 febbraio 2021 | 11 maggio 2021    |
| 8  | Bad Blood        | Sangue cattivo     | 28 marzo 2021    | 18 maggio 2021    |
| 9  | Amber            | Allerta Amber      | 4 aprile 2021    | 25 maggio 2021    |
| 10 | Man of Honor     | Uomo d'onore       | 11 aprile 2021   | 1º giugno 2021    |
| 11 | New Blood        | Sangue fresco      | 18 aprile 2021   | 8 giugno 2021     |
| 12 | Brave Heart      | Cuore impavido     | 2 maggio 2021    | 15 giugno 2021    |
| 13 | Triple Duty      | Triplo servizio    | 9 maggio 2021    | 22 giugno 2021    |
| 14 | Threshold        | Il confine         | 16 maggio 2021   | 30 giugno 2021    |

## Conseguenze
- Titolo originale: Consequences
- Diretto da: Bill Roe
- Scritto da: Alexi Hawley

### Trama
Nolan si trova a doversi difendere dalle accuse mosse da Armstrong. Purtroppo la situazione si mette male quando viene indagato dagli affari interni. Chen e Bradford interrogano Rosalind, la quale rivela che se Armstrong dovesse fuggire avrebbe un piano e mezzi di fuga. Nolan chiede di poter andare sotto copertura per far confessare Darriel ma si trova in una nuova trappola ordita da Armstrong fuggito dall'ospedale, che si rivela letale per entrambi. Il boss cerca di farli fuori e uccide l'ex complice, mentre Nolan riesce a salvarsi e persino ad arrestarlo. Grazie alle prove che dimostrano che Armstrong era corrotto, Nolan è scagionato ma le conseguenze sono dure: riceve una lettera di richiamo da cadetto che implica l'impossibilità di fare carriera restando per sempre un agente di pattuglia e inoltre tra un mese dovrà sottoporsi ad un esame per poter diventare poliziotto. Wesley scopre che Angela è incinta, proprio mentre la ragazza viene promossa a detective. Chen riesce a superare i suoi vecchi traumi. Nolan a casa riceve una telefonata da Rosalind capendo che è stata lei ad avvisare Armstrong, ma fa capire alla donna che anche se chi l'ha arrestata è morto lei non potrà lo stesso uscire di prigione.
- Guest star: Michael Beach (comandante Percy West), Harold Perrineau (detective Nick Armstrong), Brent Huff (agente Smitty), Annie Wersching (Rosalind Dyer), Crystal Coney (infermiera Lisa), Hrach Titizian (Ruben Derian).

- Ascolti Italia: telespettatori 1 077 000 – share 3,90%[3]

## Ingiustizie
- Titolo originale: In Justice
- Diretto da: Michael Goi
- Scritto da: Brynn Malone e Fredrick Kotto

### Trama
Come punizione per la loro parte nel fiasco del caso Armstrong, Nolan e Harper vengono assegnati a un centro di polizia di quartiere, con la speranza di ricostruire la reputazione della loro stazione. Nolan cerca di avere un impatto positivo, mentre Harper ha i suoi dubbi sui suoi metodi. Nel frattempo Chen cerca di trovare la persona che le ha rubato la macchina: scopre che è una ragazzina orfana, Tamara, che ora vive per strada, e cerca di aiutarla. West ha un inizio difficile con il suo nuovo ufficiale di addestramento, Doug Stanton. Il primo caso di Lopez come detective è un'irruzione in una agenzia di pompe funebri ma si rivelerà molto più complicato: infatti scopre che qualcuno ha usato abusivamente la fornace per cremare un corpo. In seguito scopre che il corpo è uno dei tanti bruciati per conto di una famigerata banda.
- Guest star: Brandon Routh (Doug Stanton), Dylan Conrique (Tamara Collins), Brent Huff (agente Smitty).
- Ascolti Italia: telespettatori 1 216 000 – share 4,60%[4]

## La Fiera
- Titolo originale: La Fiera
- Diretto da: Sylvain White
- Scritto da: Terence Paul Winter e Natalie Callaghan

### Trama
A casa dell'agente Nolan si presenta sua madre, affermando che il suo compagno la stia tradendo con la ex moglie; in realtà la madre vuole trattenersi l'anello di fidanzamento per poi rivenderlo. Intanto al poligono di tiro Nolan nota la presenza di un uomo che spara con addosso una muta da sub. La promozione a detective dell'agente Lopez la pone di fronte a un caso nel quale è coinvolto anche l'uomo visto da Nolan, si scopre che potrebbe avere a che fare con "La Fiera", una narcotrafficante guatemalteca. Infatti alcuni poliziotti vogliono vendicare lo sterminio delle loro famiglie perpetrato da "La Fiera", che si trova negli Stati Uniti d'America con il figlio per scegliere il college. Lopez e gli altri dovranno proteggerla da attentati alla sua vita.
- Guest star: Frances Fisher (signora Nolan), Brent Huff (agente Smitty), Angel Parker (Luna Grey), Brandon Routh (agente Doug Stanton), Dylan Conrique (Tamara Colins).
- Ascolti Italia: telespettatori 1 198 000 – share 4,70%[5]

## Sabotaggio
- Titolo originale: Sabotage
- Diretto da: Daniel Willis
- Scritto da: Vincent Angell e Diana Mendez Boucher

### Trama
L'agente West è arrabbiato perché il suo istruttore Doug Stanton è un razzista, il sergente Grey gli dice che può registrarlo per poi portare il nastro agli affari interni. Stanton ha una soffiata da un suo ex allievo che lo avvisa del piano di Grey e West. Nel frattempo la mamma di Nolan vende un olio irritante a diecimila dollari alla moglie del sergente Grey. Nolan è costretto a tagliare i rapporti con sua madre cacciandola di casa.
- Guest star: Frances Fisher (signora Nolan), Brent Huff (agente Smitty), Angel Parker (Luna Grey), Brandon Routh (agente Doug Stanton), Kamar De Los Reyes (detective investigativo Ryan Caradine).
- Ascolti Italia: telespettatori 1 160 000 – share 4,70%[6]

## Lockdown
- Titolo originale: Lockdown
- Diretto da: Anna Mastro
- Scritto da: Elizabeth David Beall e Robert Bella

### Trama
Nolan ha superato l'esame col 98% dei punti, più tardi interviene nel parcheggio della centrale, ma viene preso in ostaggio da un uomo che minaccia di farsi saltare in aria con tutta la stazione di polizia. Il luogo viene chiuso sia in entrata che in uscita, intanto gli agenti all'interno cercano di identificare il sospetto prima che scada il tempo e capiscono che l'uomo ha un complice. Grazie a delle informazioni passate da Nolan tramite codice Morse, Harper scopre che il complice è una donna che voleva distruggere le prove nel deposito per non essere rintracciata dal marito, un uomo potente e violento, ma la detective promette di aiutarla. Si scopre che la bomba è falsa e Nolan riesce a convincere l'attentatore, malato terminale di cancro, ad arrendersi. Nel frattempo Jackson e Stanton hanno un confronto sul comportamento razzista di quest'ultimo e sui modi poco ortodossi con cui si rapporta con i sospettati. Jackson, in un momento di rabbia, rivela al suo addestratore di essere il figlio del capo della disciplinare e di potergli rovinare la carriera. Stanton in un primo momento assume un atteggiamento umile e chiede al sottoposto di dargli una seconda possibilità per non perdere il posto ma, durante un sopralluogo in un quartiere malfamato della città, Jackson viene aggredito pesantemente e Stanton non fa nulla per aiutare la sua recluta. West viene soccorso da Chen e Bradford dopodiché riesce a riaccendere la bodycam di Stanton, che aveva spento per non far vedere che non era intervenuto a soccorso del collega. Le bodycam in dotazione alla polizia registrano ancora per 2 minuti dopo averle spente. Appena riaccesa la bodycam mostra la registrazione dell'aggressione permettendo così al sergente Gray di vedere l'accaduto, così Stanton viene sospeso. A fine giornata Nolan capisce di non essere più interessato a fare carriera come detective, ma si sente pronto ad addestrare le nuove reclute; Harper gli rivela che per metterci meno tempo dovrà tornare a studiare. 
- Guest star: Brent Huff (ufficiale Smitty), Angel Parker (Luna Grey), Brandon Routh (ufficiale Doug Stanton), Kamar De Los Reyes (Sergente investigativo Ryan Caradine).
- Ascolti Italia: telespettatori 1 136 000 – share 4,50%[7]

## Gestire il rischio
- Titolo originale: Revelations
- Diretto da: Chi-Yoon Chung
- Scritto da: Corey Miller e Fredrick Kotto

### Trama
La decisione dell'agente Nolan di tornare a scuola per prendere la laurea e diventare un agente addestratore di reclute si sta rivelando molto più difficile di quanto si aspettasse. Nel frattempo l'agente Chen pensa di intraprendere un incarico sotto copertura dopo aver avuto un assaggio del lavoro quando una ex collega di Harper ha bisogno di aiuto. Nonostante l'inesperienza darà un contributo per arrestare un noto trafficante di droga. Jackson, che si sta riprendendo dall'aggressione subita, viene assegnato temporaneamente al centro polizia di quartiere. Lì fa la conoscenza di Silas, un adolescente con autismo, e di un nuovo collega della polizia a cavallo, Isaac Young. Insieme aiuteranno Silas, che ha subito un'aggressione violenta oltre alla perdita della sua bicicletta. 
- Guest star: Brent Huff (ufficiale Smitty), Dylan Conrique (Tamara Colins), Arjay Smith (James Murray), Toks Olagundoye (professoressa Fiona Ryan), Joshua Triplett (Isaac Young).
- Ascolti Italia: telespettatori 1 148 000 – share 5,00%[8]

## Il profeta
- Titolo originale: True Crime
- Diretto da: Bill Roe
- Scritto da: Alexi Hawley e Zoe Cheng

### Trama
Le reclute Nolan, West e Chen vengono intervistate, insieme ai relativi istruttori, per un vero documentario sul crimine, riguardo a un recente caso d'omicidio legato a Corey Harris, un ex attore bambino che da adulto si è trasformato nel leader di una setta chiamata "I Degni". Per trovare nuovi adepti Corey usa la sua fama di attore per diventare insegnante di recitazione e tenere lezioni sul tema. Poi manipola i suoi allievi fino a farli diventare dei ladri che colpiscono soprattutto celebrità di Hollywood. Si scopre che è lui stesso un omicida visto che ha ucciso la sua ragazza e con l'aiuto della madre si è sbarazzato del corpo evitando l'incriminazione. Tra i suoi allievi emergono anche Sterling Freeman, ex ragazzo di West, coinvolto e condannato per i furti eseguiti dalla setta, e il killer di Southland, psicopatico assassino che aveva partecipato alle lezioni di recitazione di Harris per imparare a usare l'empatia. È proprio il complice di quest'ultimo a uccidere Harris.
- Guest star: Frankie Muniz (Corey Harris), Daniel Lissing (Sterling Freeman), Lizze Broadway (Aurora), Ethan James Spitz (giovane Corey), Rainn Wilson (se stesso).
- Ascolti Italia: telespettatori 1 013 000 – share 4,50%[8]

## Sangue cattivo
- Titolo originale: Bad Blood
- Diretto da: Sylvain White
- Scritto da: Paula Puryear e Bill Rinier

### Trama
L'agente Nolan non si presenta a un esame per motivi lavorativi, la professoressa Ryan gli propone un quesito affinché possa recuperare. Nolan si confronta con i colleghi riguardo alla soluzione. Intanto lui e Harper collaborano con il detective Lopez che indaga sul rapimento del figlio di un giudice del tribunale penale.
- Guest star: Toks Olagundoye (professoressa Fiona Ryan), Matthew Glave (Oscar Hutchinson), Michael Beach (comandante Percy West), Molly Quinn (Ashley), Tamyra Gray (3Eyez)
- Ascolti Italia: telespettatori 1 230 000 – share 5,50%[9]

## Allerta Amber
- Titolo originale: Amber
- Diretto da: Bill Roe
- Scritto da: Brynn Malone e Natalie Callaghan

### Trama
In quello che è l'ultimo giorno da novellini di Chen e West, il dipartimento deve rispondere ad un'allerta Amber quando una neonata viene rapita dall'ospedale poche ore dopo la sua nascita. Nolan e Harper fanno un giro insieme alla professoressa di Nolan, Fiona Ryan, che sta lavorando a un libro sulla riforma della polizia, mentre Lopez, che sta viaggiando con West nell'ultimo giorno da recluta dell'agente, contempla cosa riserva il suo futuro come genitore.
- Guest star: Toks Olagundoye (professoressa Fiona Ryan).
- Ascolti Italia: telespettatori 988 000 – share 4,90%[10]

## Uomo d'onore
- Titolo originale: Man of Honor
- Diretto da: Sylvain White
- Scritto da: Elizabeth Davis Beall e Diana Mendez Boucher

### Trama
Tutti festeggiano il passaggio da reclute a veri e propri agenti di polizia. West festeggia con la famiglia mentre Chen resta ferita quando sua madre la rimprovera di avere scelto un "lavoro ingrato" e la definisce una "bulla con la pistola".  Ben, vecchio amico di Nolan, viene a trovarlo, lasciandosi sfuggire che suo figlio Henry ha lasciato l'università per lavorare per lui. Harper si sente a disagio quando vede qualcuno del suo passato, ovvero Alonso, il padre dell'amica della figlia, con cui doveva uscire. Angela si prepara per il suo matrimonio e ha bisogno dell'aiuto di Tim che diventa il suo uomo d'onore. Nolan risponde a una chiamata in cui un uomo tiene in ostaggio delle persone in una banca ma l'uomo in seguito muore dopo essere stato colpito da un agente di sicurezza. Si comprende che dei criminali costringono l'uomo e la sua famiglia a fare delle rapine per evitare la morte della loro figlia.
- Guest star: Zayne Emory (Henry Nolan), Currie Graham (Ben McRee), Lauren Tom (Vanessa Chen), Kamar De Los Reyes (sergente investigativo Ryan Caradine), Christian Keyes (Alonzo Smith).
- Ascolti Italia: telespettatori 938 000 – share 4,60%[11]

## Sangue fresco
- Titolo originale: New Blood
- Diretto da: Bill Roe
- Scritto da: Corey Miller e Zoe Cheng

### Trama
Quando il finestrino della macchina della professoressa Fiona Ryan viene distrutto a seguito di una serie di messaggi minacciosi, l'agente Nolan si offre di sorvegliare la sua casa durante la notte. Lui comprende che quei messaggi sono il frutto di un gruppo suprematista. Tale gruppo innesca una furiosa sparatoria per rapire Fiona e giustiziarla. Per fortuna Nolan e i suoi colleghi riescono a salvarla. Nel frattempo, Lucy nota che Tim è molto più gentile con la sua nuova recluta di quanto non fosse con lei e la cosa non le piace. Infatti la nuova recluta è un ex soldato con missioni in Afghanistan che dopo il primo giorno decide di dimettersi poiché capisce che per lasciarsi la guerra alle spalle deve stare lontano dalla violenza. Tim deve risolvere un nuovo conflitto tra la madre di Wesley e i futuri sposi. Henry insieme ad Abigail sono in città prima che lui inizi il nuovo lavoro. Ma mentre cenano ha un malore collegato alla malattia di cui soffre che sembrava ormai sotto controllo da anni.
- Guest star: Zayne Emory (Henry Nolan), Madeleine Coghlan (Abigail), Jane Daly (Patrice Evers), Toks Olagundoye (professoressa Fiona Ryan), Dylan Conrique (Tamara Colins), Arjay Smith (James Murray), Nik Sanchez (Silas March).
- Ascolti Italia: telespettatori 993 000 – share 4,50%[12]

## Cuore impavido
- Titolo originale: Brave Heart
- Diretto da: Lisa Demaine
- Scritto da: Vincent Angell e Paula Puryear

### Trama
Dopo aver portato suo figlio, Henry, in ospedale in seguito al suo crollo, Nolan si riunisce con la sua ex moglie, Sarah, e devono unirsi per aiutare il figlio. Deve sottoporsi a un intervento chirurgico e ha due opzioni una più rischiosa dell'altra ma che può risolvere il problema per un periodo di tempo più lungo. Henry decide per l'operazione più rischiosa che riesce perfettamente. Nel frattempo, il detective Lopez scopre che Sandra "La Fiera" De La Cruz è nello stesso ospedale e vuole scoprire esattamente perché. "La Fiera" minaccia il futuro marito di Lopez per farla desistere dall'intento di arrestarla. Inoltre "La Fiera" stringe un accordo con un potente boss americano che sta morendo per cancro. Purtroppo nel garage dell'ospedale "La Fiera" e suo figlio Diego subiscono un attentato dove il ragazzo muore mentre lei si salva grazie alla prontezza di Lopez che chiamando i suoi colleghi arrestano diversi sicari. West e Chen accolgono in casa Tamara che sta aspettando notizie su un appartamento messo a disposizione da un'associazione che si occupa dei ragazzi che escono dal sistema di affido dopo aver compiuto la maggior età.
- Guest star: Zayne Emory (Henry Nolan), Madeleine Coghlan (Abigail), Emily Deschanel (Sarah Nolan), Camille Guaty (Sandra "La Fiera" De La Cruz), Anthony Keyvan (Diego De La Cruz), Crystal Coney (infermiera Lisa), Derek Phillips (Mack Daniels), Dylan Conrique (Tamara Colins).
- Ascolti Italia: telespettatori 1 231 000 – share 5,90%[12]

## Triplo servizio
- Titolo originale: Triple Duty
- Diretto da: Bill Johnson
- Scritto da: Natalie Callaghan, Zoe Cheng e Paula Puryear

### Trama
Nolan e Tim sono di pattuglia insieme quando sentono colpi d'arma da fuoco. Mentre perlustrano un cimitero un uomo spara su di loro e poco dopo scoprono diversi corpi appartenenti a bande che si sono uccise a vicenda. Capiscono così che "La Fiera" è di nuovo in città, decisa a volere il sangue di Cesar, figlio del defunto boss con cui aveva stipulato un accordo per cedere la sua attività a La Fiera, che ha ucciso suo figlio Diego. Sarà guerra, ma una cosa potrebbe fermarla: la registrazione fatta da Harper e Lopez, in cui il boss della droga accetta la proposta. Lopez consegna la registrazione ma i suoi uomini sono pronti ad uccidere il figlio di Cesar. Tim e Nolan riescono a fermare i criminali e a salvare il piccolino. West scopre che Doug Stanton è stato reintegrato come poliziotto, dopo aver fatto ricorso e ricevuto solo un demansionamento, e chiede aiuto a Fiona per mettere fine a questo circolo vizioso. Per fortuna riescono a fare vedere il video, in cui West viene picchiato e Doug non accorre in suo aiuto, ai poliziotti che lavorano al distretto con lui. Questo ne mina la credibilità. Intanto l'agente Chen viene istruita da Harper su quello che la aspetta se dovesse lavorare sotto copertura. Le prove a cui viene sottoposta sono complesse ma Chen le superare tutte compresa quella del falso rapimento.
- Guest star: Dylan Conrique (Tamara Colins), Toks Olagundoye (Fiona Ryan), Camille Guaty (Sandra "La Fiera" De La Cruz).
- Ascolti Italia: telespettatori 981 000 – share 4,50%[13]

## Il confine
- Titolo originale: Threshold
- Diretto da: Lisa Demaine
- Scritto da: Alexi Hawley

### Trama
L'agente Nolan si ferisce leggermente mentre insegue un taccheggiatore e il procuratore distrettuale locale vuole accusare il sospettato di aggressione nonostante Nolan sia contrario. Così, insieme al suo capo Grey, riescono ad evitare il capo d'accusa ma questo porta Nolan a farsi un nemico nella procura. Inoltre, tenta di trovare Cesar perché ancora in pericolo. Proprio quando parla con lui, un cecchino lo uccide. Lucy va sotto copertura come Nova, esperta chimica capace di cuocere qualsiasi droga. Il suo compito è reperire informazioni per arrestare i membri di un cartello. Le cose si mettono male quando La Fiera, insieme ai suoi sgherri, uccide i rivali e non si fida di Chen reputando di averla già vista. Per fortuna, Chen riesce a ribaltare la situazione prima che i rinforzi arrivino. Lopez arresta La Fiera. La location del matrimonio di Lopez viene sequestrata dall'FBI e tutto rischia di saltare. Ma con l'aiuto di Tim, West, la madre di Wesley, Tamara e Silas il matrimonio è salvo. Mentre Lopez si prepara viene rapita da uomini mascherati. Nel frattempo, il furgone che trasporta La Fiera viene assaltato e lei liberata. Nolan incontra una donna con cui inizia una frequentazione.
- Guest star: Camille Guaty (Sandra "La Fiera" De La Cruz), Dylan Conrique (Tamara Colins), Jane Daly (Patrice Evers), Toks Olagundoye (Fiona Ryan), Nik Sanchez (Silas March), Jason Canela (Cesar Madrigal), Britni Camacho (Reyna).
- Ascolti Italia: telespettatori 900 000 – share 4,30%[13]